# Knud Paludan
Knud John Paludan (* 2. November 1908 in Svanninge; † 11. September 1988) war ein dänischer Ornithologe und Museumsleiter.

## Leben
Paludan war der Sohn von Otto Edvard Paludan und Else Marie Rasmussen. Von 1927 bis 1933 belegte er einen Masterstudiengang in Ornithologie im Internat Herlufsholm. Da er keine Anstellung bekam, nahm er 1935 ein Medizinstudium auf und wurde 1941 Candidatus medicinae. Im Dezember 1935 heiratete er Eva Sonja Hasselbalch. 
Nach seinem Medizinstudium arbeitete er als Arzt in Christiansø. Mit den wenigen Patienten blieb genügend Zeit für Vogelstudien, und gleichzeitig war Paludan wissenschaftlicher Mitarbeiter beim Naturschutzrat und Wächter im Vogelschutzgebiet. Von 1947 bis 1949 nahm er an der 3. dänisch-zentralasiatischen Expedition nach Afghanistan teil und sammelte mehr als 1800 Vogelbälge. Nach einem weiteren Jahr beim Naturschutzrat war Paludan 1951 als Leiter der Abteilung für Vogelwild an der Vogelwarte Vildtbiologisk in Kalø beschäftigt und war dann von 1962 bis 1978 Museumsleiter im Jagd- und Forstmuseum in Hørsholm. 
Die wissenschaftliche Arbeit von Paludan begann unter anderem mit mehreren systematischen Abhandlungen (in Zusammenarbeit mit deutschen Ornithologen) über Vögel einer deutschen Expedition nach Neuguinea. 1936 erfolgte das Studium der Vogelausbeute von Ole Olufsens Niger-Expedition im Jahr 1927. 1938 und 1940 legte er zwei Arbeiten über iranische Vögel auf der Grundlage von Beobachtungen und Sammlungen während seiner Expedition in den Iran im Jahr 1935 vor. 1947 veröffentlichte Paludan ein Buch über Alkenvögel. Ferner schrieb er eine Abhandlung über die Brutbiologie der Silber- und Heringsmöwen, unter anderen mit der Feststellung einer sehr hohen Sterblichkeitsrate bei der Heringsmöwe infolge des Verhaltens der Silbermöwe als Eierräuber. 1967 erschien sein Buch Jagt og vildt, in dem er die Klärung der Beziehung zwischen Jägern und Wild sowie die zugrunde liegenden Gesetze und Vorschriften beschreibt. Paludans bekanntestes Werk ist On the birds of Afghanistan aus dem Jahr 1959, das heute zu den Standardwerken über die Avifauna dieser Region zählt. Paludan war Mitglied des Naturschutzrates von 1965 bis 1972, des Internationalen Komitees für Vogelschutz von 1966 bis 1977 sowie des Vorstandsmitglied des Zoos und der Dänischen Ornithologischen Gesellschaft.
Paludan beschrieb zahlreiche Unterarten aus den Gattungen Aerodramus, Sericornis, Crateroscelis, Melanocharis, Myzomela, Leptocoma, Zosterops, Poecilodryas, Monarcha, Peneothello, Henicopernis, Cacomantis, Lonchura, Ducula, Centropus und Chalcites. 1934 führte er mit Erwin Stresemann die monotypische Gattung Rhagologus für den 1876 von Tommaso Salvadori als Pachycephala leucostigma beschriebenen Beerenjäger ein.